# Abu al Abyad
Abu al Abyad (arabe : ابوالابیض, anciennement Abu al Jirab, est, avec 306 km2, la plus grande des îles de l'émirat d'Abou Dabi aux Émirats arabes unis, située sur la côte du golfe Persique à environ une centaine de kilomètres par la route, à l'ouest de la ville d'Abou Dabi.
Les principales localités de l'île sont :
- Al Jirab
- Bu Lifiyat
- Jazirah

## Histoire
Les fouilles ont révélé qu'on y a pratiqué intensivement la perliculture en particulier au nord-ouest de l'île grâce à l'huître Pinctada radiata. Cette industrie perdura jusqu'à ce qu'elle disparaisse en 1834. Ainsi, on a retrouvé entre cinquante et cent millions d'huîtres enterrées.
Abu al Abyad dispose également de 51 sites archéologiques situés pour la plupart le long de la côte et on y a trouvé des traces de la civilisation du commerce de la période d'Obeïd en Mésopotamie datant du Ve et VIe millénaires. Bien que l'île était habitée à diverses époques l'activité humaine a augmenté dès le XIVe siècle de notre ère. 